# 84. zračnoprevozna divizija (ZDA)
84. zračnoprevozna divizija (izvirno angleško 84th Airborne Division) je bila zračnoprevozna divizija Kopenske vojske ZDA.

## Sestava
1946-52.
- 333. zračnoprevozni pehotni polk
- 334. zračnoprevozni pehotni polk
- 335. zračnoprevozni pehotni polk
- 325. zračnoprevozni poljsko-artilerijski bataljon
- 326. zračnoprevozni poljsko-artilerijski bataljon
- 327. zračnoprevozni poljsko-artilerijski bataljon
- 909. zračnoprevozni poljsko-artilerijski bataljon
- 84. protiletalski bataljon
- 84. konjeniška izvidniška četa
- 309. inženirski bataljon
- 309. mediinska četa
- 84. komunikacijska četa